# Berčiūnai

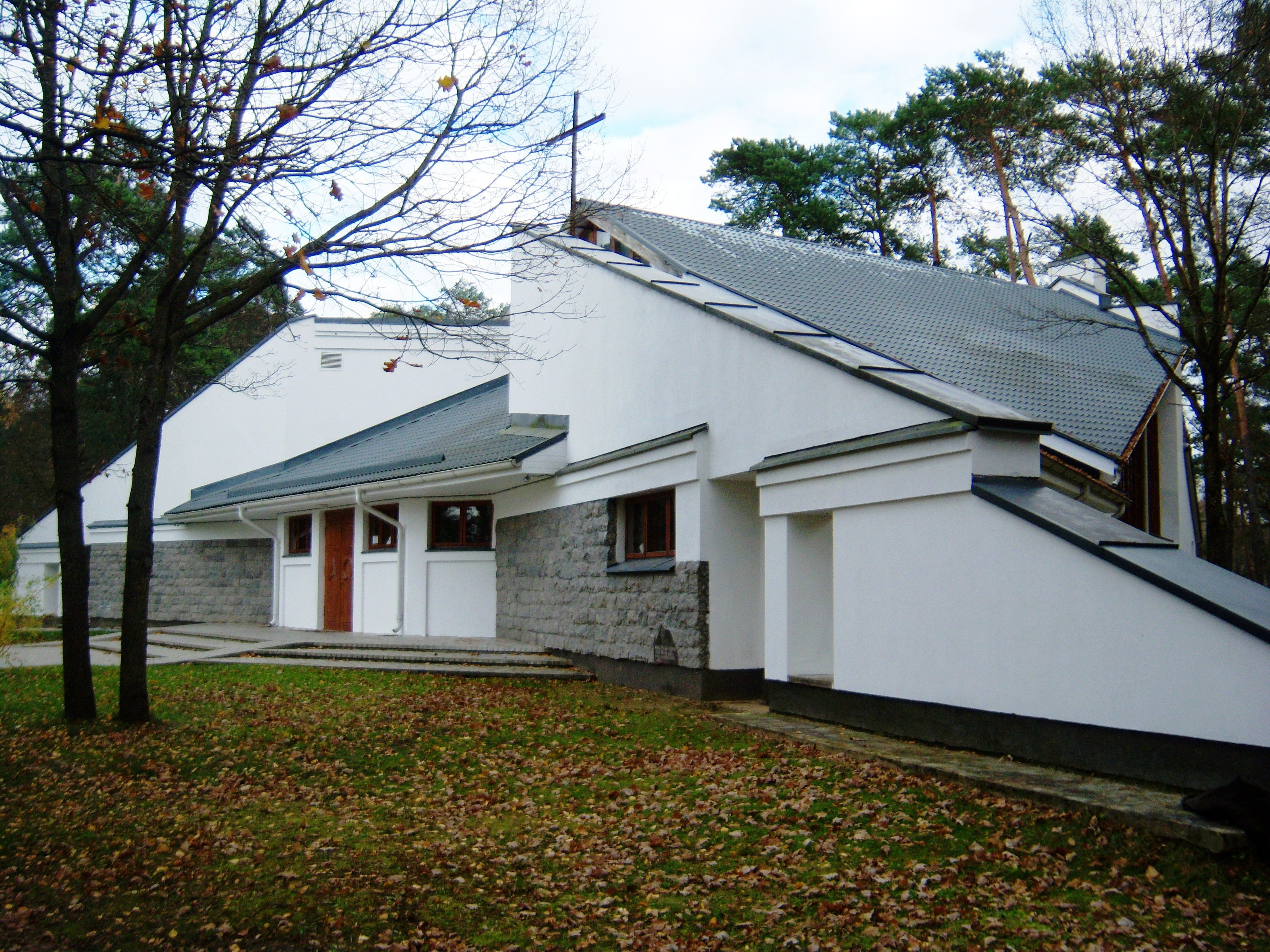
Kirche

Berčiūnai ist ein Dorf mit 270 Einwohnern im Amtsbezirk Naujamiestis (Rajongemeinde Panevėžys), Litauen am rechten Ufer des Nevėžis an der Sanžilė, 6 km westlich von Panevėžys mit einer katholischen Kirche (geweiht 1997), einer Hauptschule, einer Bibliothek, einem Postamt (LT-38052) und einem Kinderferienlager von Ateitininkai.

## Geschichte
Berčiūnai als Ort ist seit der Zeit der Litauerkriege des Deutschen Ordens bekannt. Es lag 1398 an der litauischen Grenze. In Sowjetlitauen wurde der Ort zum Ferienlager der Pionierorganisation Wladimir Iljitsch Lenin.
Von 1939 bis 1940 erbaute man eine Backsteinkirche, die 1944 geweiht und 1956 zerstört wurde. 1996 baute man eine neue Kirche.